# Туза
Туза (итал. Tusa) — коммуна в Италии, располагается в области Сицилия, подчиняется административному центру Мессина.
Население коммуны составляет 3358 человек, плотность населения составляет 84 чел./км². Занимает площадь 40 км². 
Почтовый индекс — 98079. Телефонный код — 0921.
В коммуне 15 августа особо празднуется Успение Пресвятой Богородицы.